# رشته افکار (آلبوم دریم تیتر)
رشته افکار (به انگلیسی: Train of Thought) هفتمین آلبوم استودیویی گروه موسیقی پراگرسیو متال آمریکایی دریم تیتر می‌باشد.
این آلبوم از واکنش حُضار به ترانه‌های سنگین‌ترِ گروه در طی تورهای گروه نوشته شده‌است. آلبوم در مدت سه هفته نوشته شده و به وسیلهٔ Doug Oberkircher مهندسی شده؛ کوین شیرلی نیز میکس و آمیختنش را انجام داد. با اینکه در برخی ترانه‌های این آلبوم از کلمات بی‌شیله‌پیله استفاده شده؛ اما برچسب «Parental Advisory» (با صلاح‌دید والدین) شاملِ آلبوم نشده‌است. بیشتر ترانه‌های آلبوم به صورت زنده در بودوکان ژاپن ضبط شده بود و در دی‌وی‌دی یی که گروه با نام زنده در بودوکان عرضه کرد نیز قرار دارد؛ ترانه‌هایی مانند: «همانگونه که هستم»، «قربانی بی‌پایان»، «این روح درحال مرگ» و «سیال ذهن» و «بنام خدا» که دارای یک سولوی ۳ دقیقه‌ای (به صورت بداهه نوازی) است.

## لیست آهنگ‌ها
1. As I Am (همانگونه که هستم)
2. This Dying Soul (این روح در حال مرگ)
3. Endless Sacrifice (قربانی بی‌پایان)
4. Honor Thy Father
5. Vacant (خالی)
6. Stream of Consciousness (سیال ذهن)
7. In the Name of God (بنام خدا)

## دست‌اندرکاران
دریم تیتر
- جیمز لابری -خواننده
- جان پتروچی - گیتار و خواننده زمینه
- مایک پورتنوی - درام و خواننده زمینه
- جردن رودس - کیبورد
- جان میانگ - بیس